# مردی در اتاق شیشه‌ای
مردی در اتاق شیشه‌ای (به انگلیسی: The Man in the Glass Booth) فیلمی در ژانر درام به کارگردانی آرتور هیلر است که در سال ۱۹۷۵ منتشر شد که فیلم و تئاتر آمریکا این فیلم را تهیه و پخش کرد. از بازیگران آن می‌توان به ماکسیمیلیان شل، لوئیس نتلتون، لارنس پرسمن، لوتر ادلر، و لئوناردو چیمینو اشاره کرد. ماکسیمیلیان شل به خاطر ایفای نقش در این فیلم نامزد دریافت جایزه اسکار بهترین بازیگر نقش اول مرد شد. مردی در اتاق شیشه‌ای الهام گرفته شده از داستان آدولف آیشمان، آلمانی نازی و عضو اس‌اس می‌باشد که ربوده شده و محاکمه می‌گردد.